# Kodoku no Kakera
Singles de Angela Aki
サクラ色 / SAKURA-iro
(2007) たしかに / Tashika ni
(2007)
孤独のカケラ / Kodoku no Kakera est le sixième single d'Angela Aki.

## Le single
【CD】
1. 孤独のカケラ / Kodoku no Kakera
2. 孤独のカケラ -piano version- / Kodoku no Kakera -piano version-
3. Solitude